# Diecezja Novara
Diecezja Novara – diecezja Kościoła rzymskokatolickiego w północnych Włoszech. Została erygowana w IV wieku, początkowo należała do metropolii Mediolanu. Od 1817 stanowi część metropolii Vercelli. Niemal wszystkie parafie diecezji znajdują się w Piemoncie, a ściślej w prowincjach Novara, Cusio Ossola i Vercelli. Jedynie parafia w Gravellona Lomellina leży w prowincji Pawia w Lombardii.